# Villa Filomena
Villa Filomena è una delle ville storiche di Napoli; è sita nella zona orientale della città, precisamente nel quartiere di Barra.
La struttura è tra le più antiche della zona vesuviana. Assieme al Palazzo Bisignano, viene già riportata sulla famosa Mappa del Duca di Noja. Come dimostra quest'ultima, la struttura in sé, è rimasta quasi inalterata, mentre è scomparso il vasto giardino con viale, a cui si accedeva dal lato aperto del vasto cortile a forma di C.
Il parco è stato lottizzato per dar spazio a costruzioni recenti.